# 붉은 장미는 지다
붉은 장미는 지다는 한국에서 제작된 이원초 감독의 1962년 영화이다. 도금봉 등이 주연으로 출연하였고 이준 등이 제작에 참여하였다.

## 출연

### 주연
- 도금봉
- 황정순
- 이택균
- 모니카유

## 제작진
- 조명: 고상배
- 미술: 원제래